# Dormi mentre canto
Dormi mentre canto (Sleep While I Sing) è un romanzo poliziesco scritto nel 1986 dalla scrittrice canadese L. R. Wright, secondo nella serie in cui indaga il sergente maggiore Karl Alberg della RCMP (Royal Canadian Mounted Police).
Il romanzo è stato pubblicato in Italia nel 1987 col numero 2010 della collana Il Giallo Mondadori.

## Trama
Una donna che viaggia sola, in autostop, in una serata autunnale di pioggia chiede un passaggio in macchina a uno sconosciuto, ma trova una morte orribile in un boschetto nei pressi di Sechelt.
Adesso è compito del sergente maggiore Alberg della locale stazione della RCMP scoprire l'identità della vittima sconosciuta - abbandonata con la gola squarciata, ma con la schiena appoggiata al tronco di un albero - per poter poi trovare l'assassino.
Non potendo far pubblicare sui periodici locali foto del cadavere, Alberg si rivolge all'amica Cassandra, la bibliotecaria con la quale ha avuto un rapporto sentimentale, per avere il nome di un pittore che possa fare un ritratto fedele della vittima.

## Edizioni
- L.R. Wright, Dormi mentre canto, traduzione di Elsa Pelitti, collana Il Giallo Mondadori, n. 2010, Mondadori, 1987,  p. 158.